# Sîniutîn, Sosnîțea
Sîniutîn (în ucraineană Синютин) este un sat în comuna Pekariv din raionul Sosnîțea, regiunea Cernihiv, Ucraina.

## Demografie
Componența lingvistică a localității Sîniutîn
     Ucraineană (98,8%)
     Rusă (1,2%)
Conform recensământului din 2001, majoritatea populației localității Sîniutîn era vorbitoare de ucraineană (98,8%), existând în minoritate și vorbitori de rusă (1,2%).